# Соловей Олена Яківна
Олена Яківна Соловей (нар. 24 лютого 1947, Нойштреліц, Радянська зона Німеччини) — радянська, російська і американська акторка кіно і театру. Лауреатка Канського кінофестивалю 1981 року в номінації «Найкраща жіноча роль другого плану» у фільмі «Факт» (1980). Заслужена артистка РРФСР (1981}. Народна артистка РРФСР (1990).

## Життєпис
Народилася 1947 року в місті Нойштреліц, в родині військовослужбовця. Закінчила Всесоюзний державний інститут кінематографії у 1970 році (майстерня Бориса Бабочкіна). З 1971 року — акторка кіностудії «Ленфільм». З 1983 року — акторка Академічного театру ім. Ленсовета (Ленінград).
Дебютувала у кіно в 1967 році в короткометражному фільмі Рустама Хамдамова та Інеси Кисельової «В горах моє серце». Зіграла близько 70 ролей у фільмах і телесеріалах. Найбільшу популярність і визнання акторці принесли головні ролі у фільмах режисера Микити Михалкова. Працювала над дубляжем іноземних фільмів. Втілила на екрані жіночність, граціозність і чарівність. Одна з провідних і найпопулярніших акторок радянського екрану 70-х—80-х років.
З 1991 року проживає у США.

## Вибіркова фільмографія
- «Король-олень» (1969, Клариче)
- «Сім наречених єфрейтора Збруєва» (1970, Римма, четверта наречена)
- «Драма зі старовинного життя» (1971, Люба, кріпосна акторка)
- «Несподівані радощі» (1972—1974, Віра Миколаївна)
- «Діти Ванюшина» (1973, Леночка, племінниця Ванюшина)
- «Під кам'яним небом» (1974)
- «Раба любові» (1975, Ольга Вознесенська)
- «Щоденник директора школи» (1975, Тетяна Георгіївна, вчителька англійської мови)
- «Незакінчена п'єса для механічного піаніно» (1977, Софія Єгорівна Войніцева)
- «Смішні люди!» (1977, дружина чиновника-хабарника)
- «Відкрита книга» (1977, Глафіра Сергіївна, дружина Дмитра Львова)
- «Кілька днів з життя Обломова» (1979, Ольга)
- «Дружина пішла» (1979, Віра Клюєва, дружина «Чаніти»)
- «Клуб самогубців, або Пригоди титулованої особи» (1979, леді Венделер)
- «Світло у вікні» (1980, Наташа)
- «Вам і не снилося…» (1980, Тетяна Миколаївна, вчителька літератури)
- «Факт» (1980, Она, сестра Текле. Ґран-прі Канського кінофестивалю 1981 року в номінації «Найкраща жіноча роль другого плану»)
- «Всім — спасибі!» (1981, Женя)
- «Скажені гроші» (1981, Надія Антонівна Чебоксарова)
- «Сільська історія» (1981, Дар'я Василівна Селіванова)
- «Шукайте жінку» (1982, мадам Клара Роше)
- «Обрив» (1983, Поліна Карпівна Крицька)
- «Поки не випав сніг...» (1984, т/ф, Ніна)
- «Без сім'ї» (1984, місіс Мілліган)
- «Блондинка за рогом» (1984, Регіна)
- «Напередодні» (1985, т/ф)
- «Софія Ковалевська» (1985, Ганна Корвін-Круковська (Жаклар)
- «Самотня жінка бажає познайомитись» (1986, Герра Микитівна)
- «Життя Клима Самгіна» (1986, Віра Петрівна Самгіна, мати Клима)
- «Одного разу збрехавши» (1987, дружина Олександра)
- «Друг» (1987)
- «Донечка» (1987, Ольга Макарівна Іпатова)
- «Срібні струни» (1987, Софія Михайлівна Андрєєва)
- «Артистка з Грибова» (1988, Інна)
- «Сороковий день» (1988, Наташа)
- «Хранителі» (1991, телеспектакль, Ґаладріель)
- «П. М. Ж.» (2000, серіал, Надія)
- «Господарі ночі» (We Own The Night) (2007, США)
- «Клан Сопрано» (1999—2007, серіал США)
- «Фатальна пристрасть» (2013) та ін.